# Шефтель Михайло Ісаакович
Михайло Ісаакович Шефтель (Мойсей Ісаакович, 1852, Житомир Волинська губернія — в ніч на 28 квітня 1922, Париж) — присяжний повірений, депутат Державної думи I скликання від Катеринославської губернії.

## Біографія
Юдейського віросповідання. Закінчив 2-у Київську гімназію. У 1882 закінчив юридичний факультет Петербурзького університету зі ступенем кандидат права. Слухав лекції в університетах Німеччини. У роки студентства примикав до передових суспільно-літературних гуртків; співпрацював в журналі Шелгунова Миколи Васильовича «Справа» в бібліографічному відділі, надрукував в «Російській думці» статті про причини розпаду поземельної громади в Німеччині. З 1892 року переселився в Санкт-Петербург. Став помічником присяжного повіреного Пассовера О. Я. З 12 червня 1887 року присяжний повірений Санкт-Петербурзької судової палати. Присяжний стряпчий при Петроградському комерційному суді. За правничої спеціалізації — цивіліст.

### Народник
Складався в народовольческом Центральному студентському гуртку, заснованому в Петербурзькому університеті Желябова Андрія Івановича.
Після еміграції з початку 1880 керівництва «Чорного переділу» Плеханова Г. В., Дейча Л. Г., Засулич В. І. та інших — на чолі організації встали А. П. Буланов, М. К. Решко, К. Я. Загорський, М. І. Шефтель. Їм вдалося влаштувати нову друкарню в Мінську, розширити зв'язки з робітниками, створити восени 1888 року один «Суспільство робочої каси».

### Підприємець
Підприємець, входив до складу Рад акціонерних товариств: «Русский Провіданс», Амурське суспільство пароплавства і торгівлі, Верхнеамурска золотопромислова компанія. Напередодні першої світової війни входив до адміністрації Верхньо-Волзького суспільства залізничних мостів.

### Громадський діяч
- У 1903 році виступив в Загальних зборах Сенату у справі про Кишинівський погром (1903) захисником потерпілих євреїв за позовами, пред'явленими до представників адміністрації.
- Член Центрального комітету Товариства з надання допомоги євреям, що постраждали від погромів в жовтні 1905 року.
- Один з творців і член ЦК Союзу для досягнення повноправності єврейського народу в Росії.

### Політик
З 1905 року член партії «Народної Свободи».
14 квітня 1906 обраний в Державну думу I скликання від загального складу вибірників Катеринославських губернських виборчих зборів. Входив до Конституційно-демократичну фракцію. Член комісії для складання аграрної комісії. Підписав законопроєкт «Про цивільну рівність». Виступив з промовою про Білостокський погром.

### Після розгону Думи
10 липня 1906 року у Виборгу підписав «Виборзька відозва» і засуджений за ст. 129, ч. 1, п. П. 51 і 3 Кримінального уложення Російської імперії 1903, засуджений до 3 місяців в'язниці і позбавлений виборчих прав.
- У 1909 році учасник Ковенської наради єврейських громадських діячів з питання про введення прогресивного податку на користь єврейських громад.
- Один з ініціаторів створення і голова Товариства для наукових єврейських видань, яке В 1906—1913 роках підготувало «Єврейську енциклопедію».
- Скарбник і член комітету Товариства поширення освіти між євреями.
- Член Єврейського історико-етнографічного товариства.
- Один з творців і керівників Єврейського комітету допомоги жертвам війни (Єкоп).
- Представник Єкоп (разом з Сліозбергом Г. Б.) в урядовому Особливому нараді по влаштуванню біженців. Передали його комітетам більше 25 мільйонів рублів, з них 11 надані єврейськими організаціям США[4].
- У 1915-1917 роках брав участь у створенні і редагуванні щотижневого журналу «Єврейський тиждень».
- 29 листопада 1915 р М. І. Шефтель увійшов до правління «Єврейського товариства заохочення мистецтв». Товариство ставило за мету «розвиток пластичних мистецтв серед євреїв»[5], в тому числі підтримувало Марка Шагала.

Після Лютневої революції, 12-15 серпня 1917 року, брав участь у роботі Державної наради в Москві.

## Сім'я
Син — Яків (Жак або Jacques) (1882—1973), юрист, учасник 1-ї світової війни, георгіївський кавалер, в 1929—1934 професор права Франко-російського інституту, з 1945 генеральний секретар Товариства з реабілітації та перекваліфікації.